# 袖ヶ浦カンツリークラブ

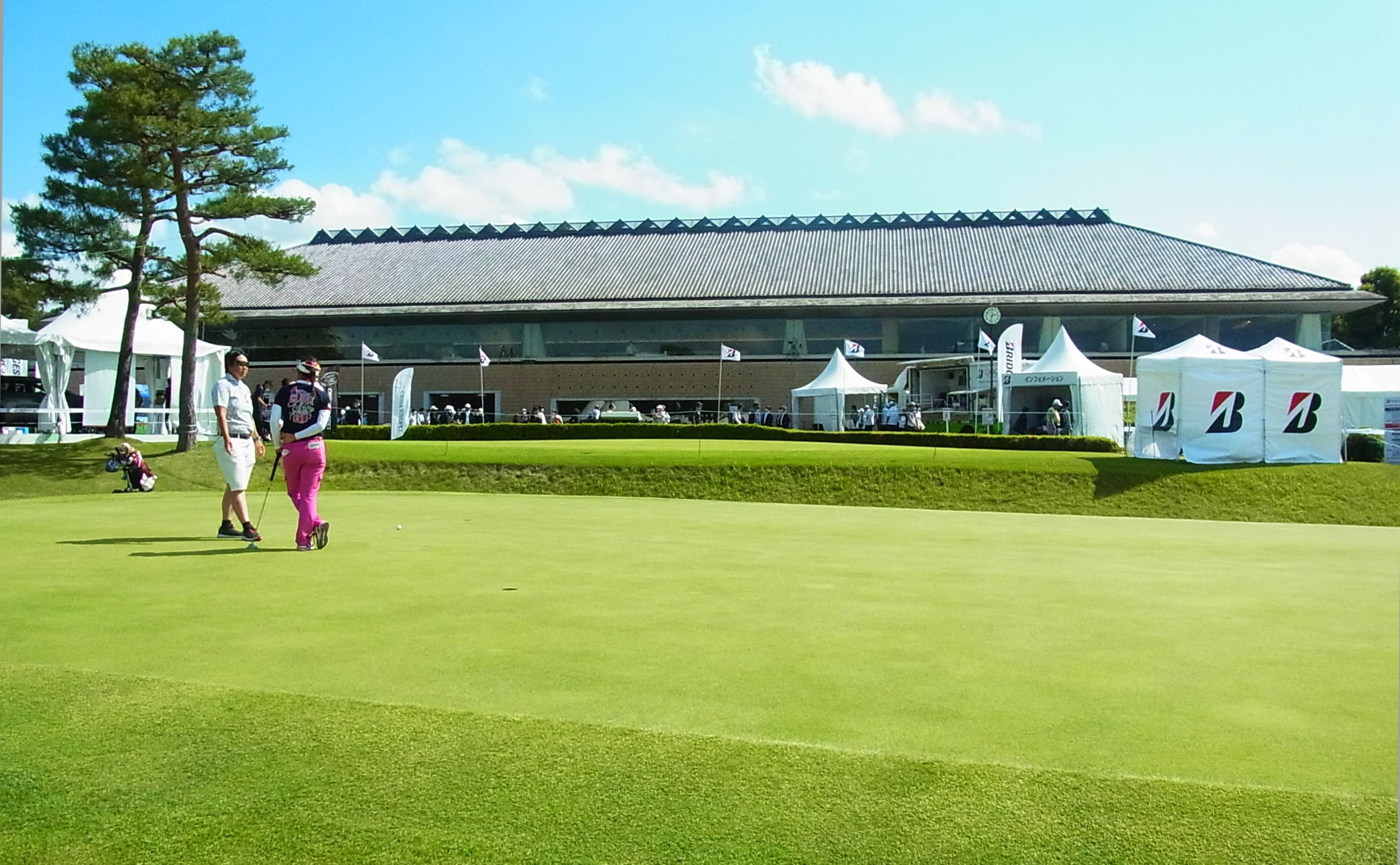
袖ヶ浦コース クラブハウス

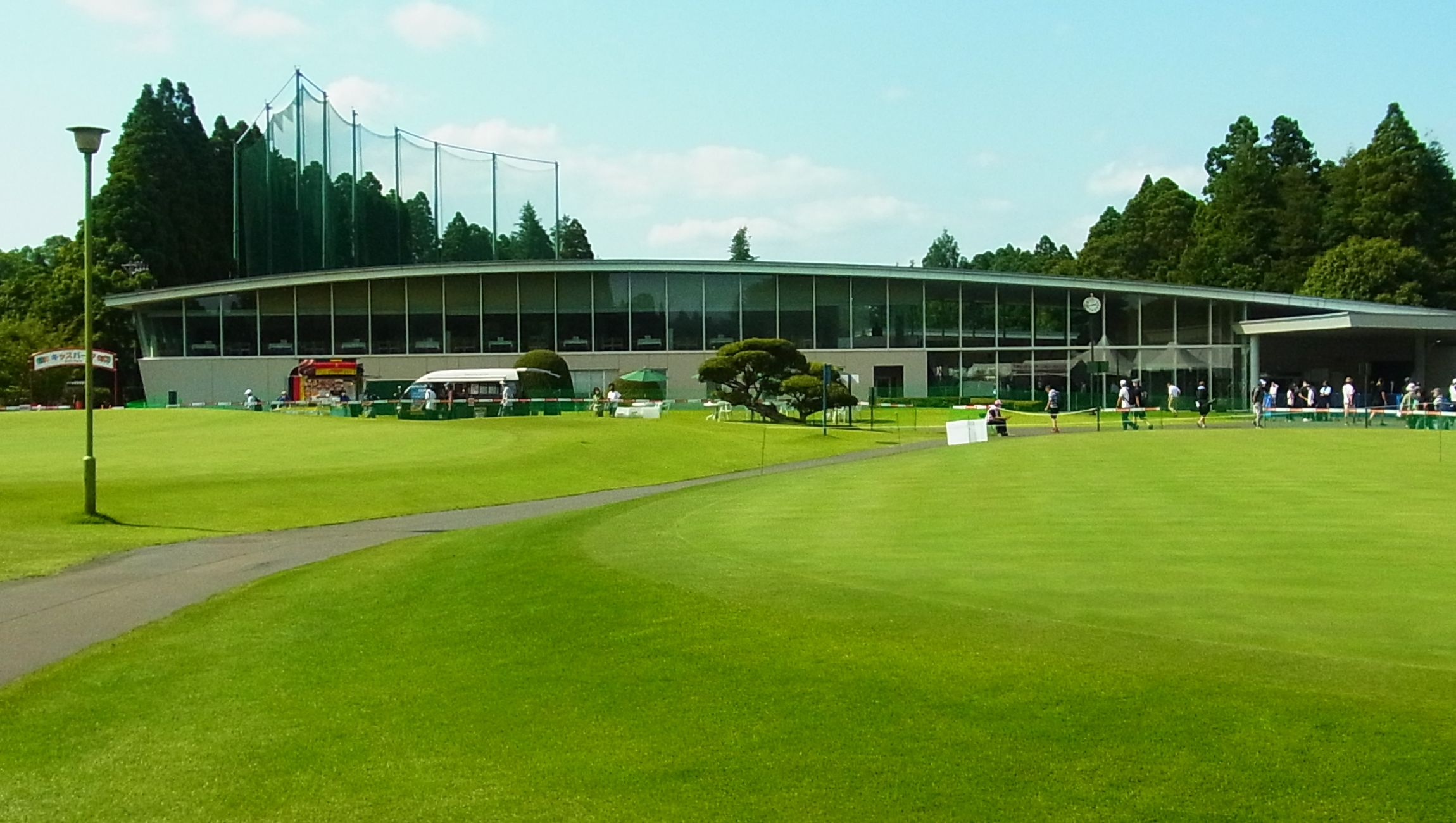
新袖コース クラブハウス

袖ヶ浦カンツリークラブ（そでがうらカンツリークラブ）は、千葉県千葉市緑区辺田町に事務所があるゴルフ場。千葉市緑区辺田町に「袖ヶ浦コース」、同市若葉区富田町に「新袖コース」のゴルフ場がある。

## 概要
袖ヶ浦コースがある千葉市緑区は、県の南北の中央に位置し、江戸時代より千葉市唯一の藩である生実藩の森川氏の生実陣屋が置かれ、生実城跡、小弓城跡、有吉城跡、平山城跡、大椎城跡、土気城跡などの史跡が多く残るところである。1992年（平成4年）、千葉市が政令指定都市となったことにより緑区が誕生、鎌取駅周辺を重要地域拠点、土気駅と誉田駅周辺を地域拠点となったそうしたロケーションの所である。
新袖コースがある千葉市若葉区は、袖ヶ浦コースのある緑区の北側に隣接し、縄文時代の大規模住居地区などの荒屋敷貝塚や加曽利貝塚、また城ノ腰城跡、城山城跡、高品城跡、中野城跡などの緑区と同様に史跡が多い自然環境が残る所である。
日本のプロゴルフメジャー大会の1つ、日本ゴルフ協会主催競技でもあり、日本選手権大会に相当する、日本オープンゴルフ選手権競技大会の開催実績がある。
日本女子プロゴルフ協会 (JLPGA) のツアー会場となっており、2024年現在、毎年5月第3週に『ブリヂストンレディスオープン』（2022年 - 、偶数年）が袖ヶ浦コースで、6月第3週に『ニチレイレディス』（2010年 - ）が新袖コースで行われる。

### 創立経緯
1958年（昭和33年）頃、東京湾の沿岸は臨海工業地帯（京葉工業地域）として発展し続けていたが、千葉市長・宮内三朗は「立派なホテル一つ、ゴルフ場一つ無い」と不満だった。千葉市の発展にと、宮内は「鷹之台カンツリー倶楽部」の建設実績のある旭建設株式会社・増田正二に「辺田町の市有地にゴルフ場を開発できないか」と提案したことに始まる。
増田は宮内の提案に賛同。経営と建設は増田が担い、発起人には昭和電工株式会社の安西正夫が、財界には勝又豊次郎が働きかけ、さらに、安西の兄、東京ガス株式会社の安西浩が後方支援し、株式会社富士銀行の岩佐凱実、野村證券株式会社の瀬川美能留らが集まった。1959年（昭和34年）4月10日、財界人と実力者が発起人となり「誉田カンツリー倶楽部」が設立され、半年後に「袖ヶ浦カンツリークラブ」名称変更された。
増田の目標とするゴルフ場は『鷹之台カンツリー倶楽部』（同市若葉区）だった。コース設計は和泉一介に依頼した。1959年（昭和34年）6月にゴルフ場の用地買収を開始、和泉は旧誉田村である辺田町、平山町、南生実町にまたがる候補地を視察した。丘陵の緩やかな起伏に、巨木に魅了され、一流コースのゴルフ場になると確信した。同年12月、用地は決定された。1960年（昭和35年）、袖ヶ浦コースの18ホールが完成し、開場した。新袖コースの設計は、コース委員長・石井泰助が主になって行い、1965年（昭和40年）、新袖コースの18ホールが完成し、開場した。

## 袖ヶ浦コース

### 所在地
〒266-0007 千葉県千葉市緑区辺田町567番地

### コース情報
- 開場日 - 1960年11月1日
- 設計者 - 和泉 一介
- 面積 - 891,000m2（約26.9万坪）
- コースタイプ - 林間・丘陵コース
- コース - 18ホールズ、パー72、7,138ヤード、コースレート71.7
- グリーン - 2グリーン、ベント（ペンクロス）
- プレースタイル - 歩行、キャディ付き
- 練習場 - 23打席 240ヤード
- 休場日 - 毎週金曜日、12月31日、1月1日[4]

### クラブ情報
- ハウス面積 - 4,367m2（1,321坪）
- ハウス設計 - 清水建設株式会社
- ハウス施工 - 清水建設株式会社[3]

### ギャラリー
- コース - 「袖ヶ浦コース」、コース紹介
- ハウス - 「袖ヶ浦コース」、施設紹介

### 交通アクセス
- 鉄道 - 外房線（JR東日本） - 鎌取駅よりタクシー利用 約5分
- 道路 - 千葉東金道路 - 大宮ICより 約10分[5]

### メジャー選手権
- 1966年（昭和41年） - 第31回 日本オープンゴルフ選手権競技大会[6]
- 1985年（昭和60年） - 第18回 日本女子オープンゴルフ選手権競技大会[7]

## 新袖コース

### 所在地
〒265-0041 千葉県千葉市若葉区富田町1140番地

### コース情報
- 開場日 - 1965年11月20日
- 設計者 - 袖ヶ浦カンツリークラブ設計委員会
- 面積 - 759,000m2（約22.9万坪）
- コースタイプ - 林間・丘陵コース
- コース - 18ホールズ、パー72、6,869ヤード、コースレート72.2
- グリーン - 2グリーン、ベント
- プレースタイル - 乗用カート、キャディ付き
- 練習場 - 20打席 240ヤード
- 休場日 - 毎週月曜日、12月31日、1月1日[8]

### クラブ情報
- ハウス面積 - 2,445m2（739.6坪）
- ハウス設計 - 株式会社レイモンド設計事務所
- ハウス施工 - 旭建設株式会社[3]

### ギャラリー
- コース - 「新袖コース」、コース紹介
- ハウス - 「新袖コース」、施設紹介

### 交通アクセス
- 鉄道 - 外房線 - 鎌取駅よりタクシー利用 約20分
- 道路 - 千葉東金道路 - 高田ICより 約15分[5]

## エピソード
- 旭建設株式会社の増田正二は工事中、16番ホールの第2打近くに樹齢300年の三本杉を見て「このゴルフ場計画はいけるぞ」と直感した。16番ホールのしめ縄を飾った御神木の由来である[9]。

## 関連文献
- 『月刊ゴルフマネジメント』、6月19(165)、「袖ヶ浦カンツリークラブ」、東京 一季出版、1998年6月、2020年8月12日閲覧
- 『ゴルフ場ガイド 東版』2006-2007、「袖ヶ浦カンツリークラブ（千葉県）」、東京 ゴルフダイジェスト社、2006年5月、2020年8月12日閲覧
- 『月刊ゴルフマネジメント』、30 (通号 314)、「ゴルフ倶楽部を考える(280回)袖ヶ浦カンツリークラブの創設」、井上勝純著、東京 一季出版、2009年8月、2020年8月12日閲覧
- 『美しい日本のゴルフコース BEAUTIFUL GOLF CULTURE IN JAPAN 日本のゴルフ110年記念 ゴルフは日本の新しい伝統文化である』、ゴルフダイジェスト社「美しい日本のゴルフコース」編纂委員会編、「袖ヶ浦カンツリークラブ袖ヶ浦コース(千葉県)」、「袖ヶ浦カンツリークラブ新袖コース(千葉県)」、東京 ゴルフダイジェスト社、2013年12月、2020年8月12日閲覧